# Reichelsheim (Wetterau)
Reichelsheim (Wetterau) – miasto w Niemczech, w kraju związkowym Hesja, w rejencji Darmstadt, w powiecie Wetterau. Miasto liczy 27,6 km²; 30 czerwca 2013 zamieszkiwało 6766 mieszkańców.

## Dzielnice
Reichelsheim składa się z dzielnic:
| Dzielnica                    | Mieszkańców |
| ---------------------------- | ----------- |
| Beienheim                    | 1574        |
| Blofeld                      | 441         |
| Dorn-Assenheim               | 1285        |
| Heuchelheim                  | 414         |
| Reichelsheim (miasto główne) | 2151        |
| Weckesheim                   | 1036        |